# Пенет (комуна)
Пенет (рум. Pănet) — комуна у повіті Муреш в Румунії. До складу комуни входять такі села (дані про населення за 2002 рік):
- Бергія (1234 особи)
- Куєшд (789 осіб)
- Пенет (2307 осіб) — адміністративний центр комуни
- Синтіоана-де-Муреш (1368 осіб)
- Херцеу (296 осіб)

Комуна розташована на відстані 267 км на північний захід від Бухареста, 6 км на захід від Тиргу-Муреша, 71 км на схід від Клуж-Напоки, 133 км на північний захід від Брашова.

## Населення
За даними перепису населення 2002 року у комуні проживали 5994 особи.
Національний склад населення комуни:
| Національність            | Кількість осіб | Відсоток |
| ------------------------- | -------------- | -------- |
| угорці                    | 4863           | 81,1%    |
| румуни                    | 732            | 12,2%    |
| цигани                    | 397            | 6,6%     |
| німці                     | 1              | < 0,1%   |
| не вказали національність | 1              | < 0,1%   |

Рідною мовою назвали:
| Мова                  | Кількість осіб | Відсоток |
| --------------------- | -------------- | -------- |
| угорська              | 4875           | 81,3%    |
| румунська             | 731            | 12,2%    |
| циганська             | 386            | 6,4%     |
| німецька              | 1              | < 0,1%   |
| не вказали рідну мову | 1              | < 0,1%   |

Склад населення комуни за віросповіданням:
| Релігія                                       | Кількість осіб | Відсоток |
| --------------------------------------------- | -------------- | -------- |
| реформати                                     | 4453           | 74,3%    |
| православні                                   | 939            | 15,7%    |
| адвентисти                                    | 376            | 6,3%     |
| п'ятдесятники                                 | 98             | 1,6%     |
| римо-католики                                 | 78             | 1,3%     |
| унітарії                                      | 9              | 0,2%     |
| греко-католики                                | 8              | 0,1%     |
| не релігійні                                  | 6              | 0,1%     |
| лютерани                                      | 5              | 0,1%     |
| баптисти                                      | 2              | < 0,1%   |
| лютерани (Синодально-пресвітеріанська церква) | 1              | < 0,1%   |